# Béatrice Bourges
Pour les articles homonymes, voir Bourges.
Béatrice Bourges, née Béatrice Morel, le 18 octobre 1960 en Algérie, est une conseillère d'entreprise et militante associative française. Elle fonde en 2007 le Collectif pour l'enfant et cofonde en 2012 La Manif pour tous, dont elle est exclue en 2013 lorsqu'elle prend la tête du Printemps français, les trois mouvements étant engagés dans l'opposition au mariage homosexuel en France. Attachée parlementaire RPR de 1988 à 1997, elle s'est présentée aux élections législatives dans les Yvelines et à Paris.

## Biographie
Née en Algérie d'un père ingénieur chez Total et d'une mère graphologue, Béatrice Bourges revendique des racines auvergnates. Elle fait des études de droit à Paris à l'université Panthéon-Assas jusqu'en licence, puis un troisième cycle[Lequel ?] à l'HEC Paris. Catholique, elle est divorcée puis remariée et mère de deux enfants.

### Carrière professionnelle
Spécialisée dans le conseil aux entreprises, notamment pour Total de 1992 à 1997 et la Fédération française des assurances de 1997 à 1998, elle est secrétaire générale du think tank entrepreneurial Entreprise et Progrès pendant dix ans[Quand ?],. Sa qualité publiée au Journal officiel du 31 décembre 2008 est « secrétaire générale d'une fédération de chefs d'entreprise ». En novembre 2012, elle crée une entreprise de conseil nommée « Évoluance + ».
Elle est par ailleurs intervenante régulière (« sociétaire ») de l'émission Bistro Libertés sur la webtélé d'extrême droite TV Libertés.

### Activités politiques
De 1988 à 1997, Béatrice Bourges est assistante parlementaire de Franck Borotra, au Conseil général des Yvelines puis à l’Assemblée nationale,. En 1999, elle se présente sous l'étiquette Droite libérale-chrétienne (DLC) à une législative partielle à Paris et obtient 1,92 % des suffrages. En 2002, elle se présente aux législatives dans la première circonscription des Yvelines sous l'étiquette divers droite et obtient 7,86 % des suffrages.
Elle se présente à nouveau aux législatives en 2012 sous la même étiquette, mais soutenue cette fois par le Parti chrétien-démocrate, et obtient 7,1 % des suffrages. En juillet 2013, elle annonce vouloir présenter des listes de défense de « la famille et de la vie » aux côtés de Christine Boutin pour les élections européennes de 2014. Elle y renonce en septembre, en mettant en cause les divisions au sein de la droite parlementaire et son incapacité à s'affranchir du « front républicain »,.

### Engagements associatifs

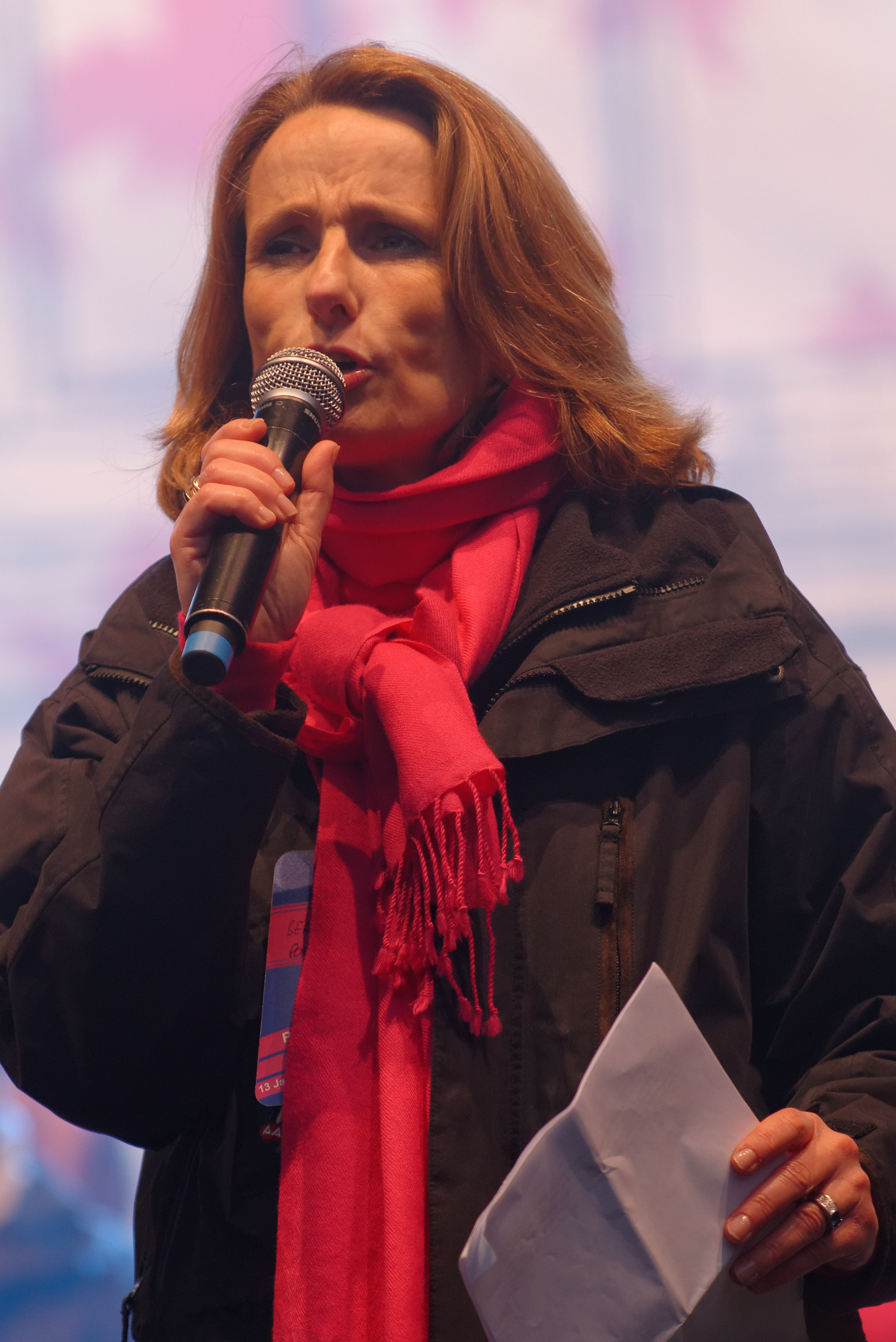
Béatrice Bourges lors de la « manif pour tous » du 13 janvier 2013 à Paris.

En 2007, Béatrice Bourges fonde le Collectif pour l'enfant qui regroupe 79 associations de protection de l'enfance,,, dont elle est porte-parole depuis lors.
Opposée à l'homoparentalité, elle publie en 2008 le livre L'Homoparentalité en question : et l'enfant dans tout ça ? et en 2013, avec Aude Mirkovic et Elizabeth Montfort, De la théorie du genre au mariage de même sexe… : L'effet dominos. En septembre 2012, elle publie dans Le Monde avec Véronique Besse une tribune pour la protection des droits de l'enfant et cofonde, avec Ludovine de La Rochère et Frigide Barjot, La Manif pour tous.
En mars 2013, elle est exclue de La Manif pour tous et prend la tête de son mouvement dissident : le Printemps français. Elle prétend ne pas être « la créatrice » de ce mouvement, mais le magazine Regards relève néanmoins qu'elle a déposé la marque auprès de l’Institut national de la propriété industrielle (INPI) le 26 février 2013, soit un mois avant la naissance du mouvement,.
Le 7 avril 2013, elle revendique sur son compte Twitter une action qu'elle nomme « Nuit blanche aux Blancs-Manteaux », au cours de laquelle des membres du Printemps français ont vandalisé un bâtiment devant recevoir le lendemain « le printemps des assoces », un regroupement d'associations LGBT dans le 4e arrondissement de Paris.
À la fin de la manifestation « Jour de colère » du 26 janvier 2014, elle entame une grève de la faim (qualifiée par elle de « jeûne spirituel ») pour obtenir la destitution du président de la République François Hollande en vertu de l'article 68 de la Constitution,. Cet article n'étant pas encore applicable à ce moment-là, elle obtient du député Jacques Bompard (Ligue du Sud) qu'il dépose une proposition de loi visant à le rendre applicable. Cette proposition de loi est par la suite cosignée par les députés Gilbert Collard et Marion Maréchal-Le Pen. D'autres personnalités politiques, Christine Boutin, Jean-Marie Le Pen, Thierry Mariani et Paul-Marie Coûteaux lui rendent visite,[réf. nécessaire]  et Jacques Bompard interpelle à l'Assemblée nationale le ministre de l'Intérieur, Manuel Valls, sur le traitement réservé à Béatrice Bourges et à ses soutiens. Le 3 février, elle arrête sa grève de la faim de neuf jours, à la suite de la démarche de Jacques Bompard.

## Le Printemps français
Béatrice Bourges est la porte-parole du Printemps français, un mouvement contestataire issu de La Manif pour tous et classé entre la droite et l'extrême droite.

### Histoire
Le 24 mars 2013, au cours de la seconde manifestation nationale d'opposition au mariage homosexuel, alors qu'une partie des opposants, dont Béatrice Bourges, tente d'investir les Champs-Élysées, Frigide Barjot les désavoue publiquement depuis la tribune de la manifestation sur l'avenue de la Grande-Armée, en les qualifiant notamment de « fachos » et de « skinheads »,. Béatrice Bourges, refusant de se désolidariser de ces manifestants, est alors exclue de la liste des porte-parole de La Manif pour tous et prend la tête de ce qui devient dès lors le Printemps français.

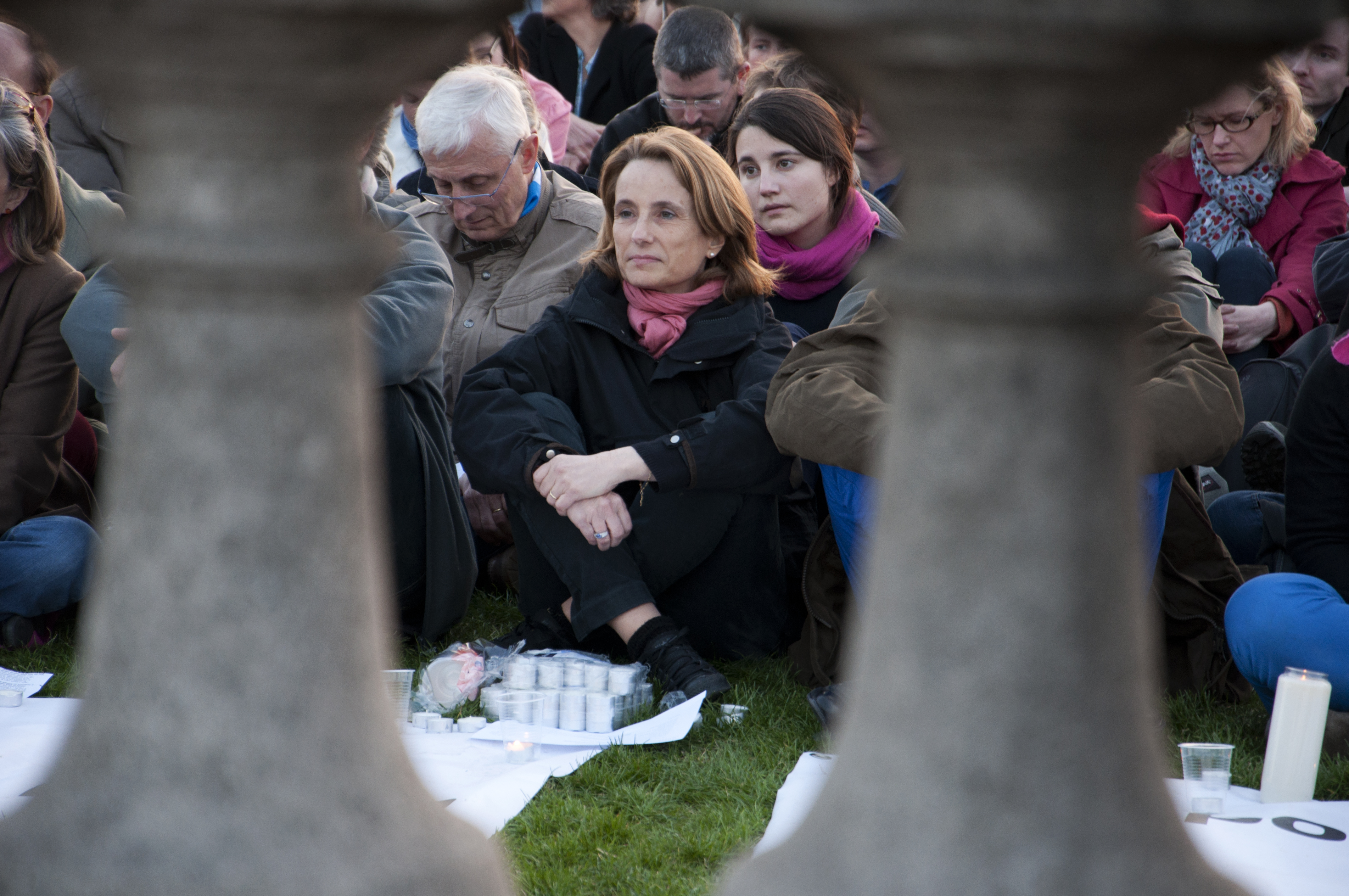
Béatrice Bourges et les Veilleurs aux Invalides lors de la « Manif pour tous » du 21 avril 2013.

Le 25 février, le nom de domaine « printempsfrancais.fr » est enregistré par un anonyme et « printempsfrancais.com » par Béatrice Bourges. Le lendemain, celle-ci dépose également la marque « Le Printemps français » à l'Institut national de la propriété industrielle (INPI).
Le 26 janvier 2014, à l'issue d'une manifestation agrégative nommée « Jour de Colère » qu'il contribue à organiser, le Printemps français en vient à s'opposer globalement à la politique du gouvernement Ayrault et demande la destitution du président de la République François Hollande. Plusieurs sources de presse relèvent son implication dans la préparation de cette manifestation et sa position centrale au sein du collectif éponyme,. Béatrice Bourges dément cependant être à l'origine de l'appel à manifester.
Dans la continuité des manifestations, courant 2014, le printemps français se mobilise pour lutter contre la présence de livres pour enfants véhiculant la théorie du genre dans les bibliothèques municipales.

### Composition

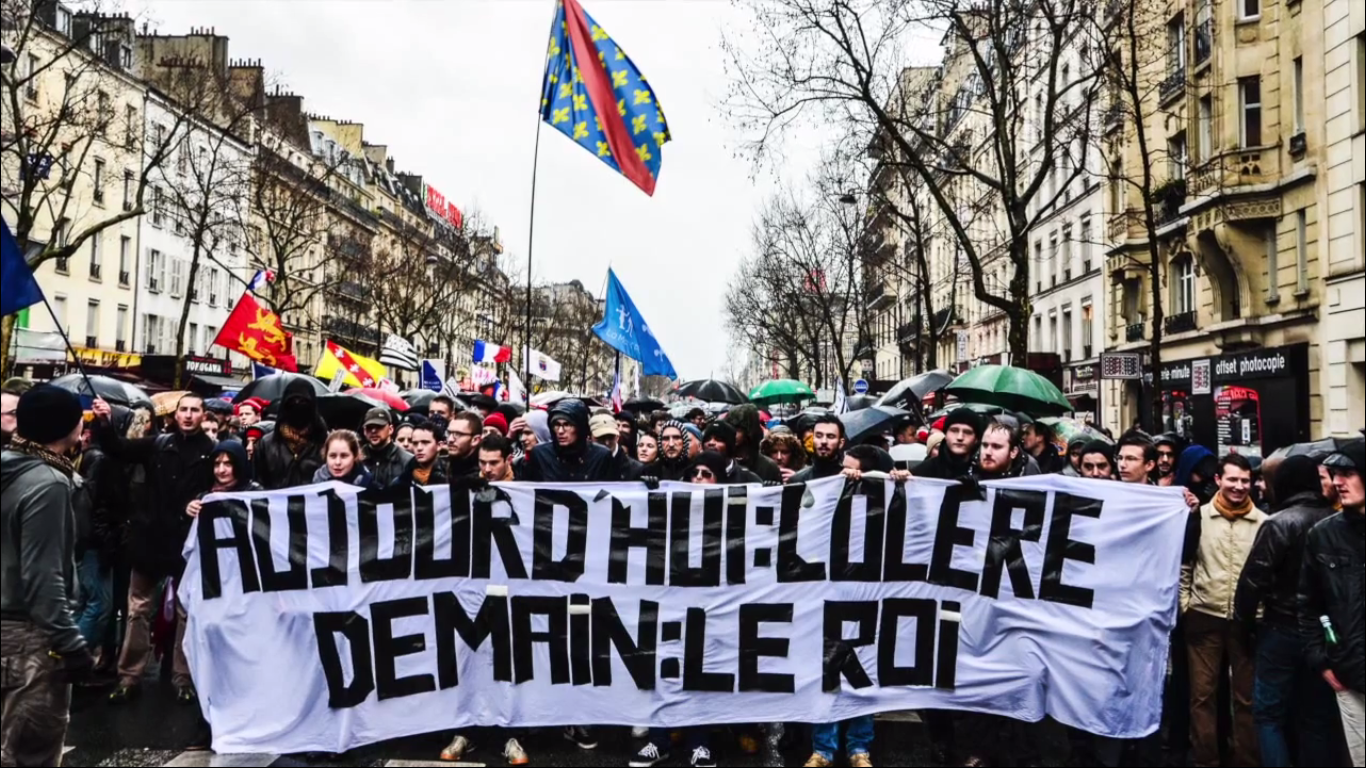
Le Printemps royal défile au Jour de colère le 26 janvier 2014.

Le Printemps français est un mouvement aux contours mal définis, qui n'a pas d'existence légale, en dehors des deux noms de domaine et de la marque. Béatrice Bourges le décrit elle-même comme « un état d'esprit ». Celle-ci entretient également des liens avec l'institut ICHTUS.
L'Action française revendique la formation de cadres de Printemps français, ce qui se vérifie sur le terrain ou les dirigeants régionaux de l'AF sont souvent impliqués.

### Philosophie et mode d'action
L’avocat Jacques Tremolet de Villers, dans un entretien à Présent, revendique une filiation avec les Printemps arabe. « Ces mouvements ont montré qu’il n’y avait pas besoin d’un gros appareil pour que les gens se mobilisent, explique-t-il à Libération. Il faut que les opposants au mariage se lèvent partout où c’est possible. » L'avocat revendique l’esprit de « mai 68 », et appelle à une « insurrection permanente ». De même sur son site internet, le mouvement utilise le symbole du poing levé, symbole traditionnel de la gauche et le slogan « On ne lâche rien » utilisé notamment par le Front de gauche. Dans sa profession de foi, le Printemps français met en avant la « non-violence » comme un des axes de sa stratégie, mettant en avant des « actions pacifiques, déterminées, joyeuses et insolentes ». L’avocat Frédéric Pichon cite des modèles tels que « Gandhi, Solidarnosc, ou la révolution de velours ».

### Influence
En 2014, l'avocat Frédéric Pichon, figure du Printemps français, participe à une liste du FN dans le cadre des élections européennes de 2014.
En 2017, un membre du Printemps français, Samuel Lafont, participe à la communication au sein de l'équipe de campagne de François Fillon. Il soutient Éric Zemmour lors de l’élection présidentielle de 2022.

## Publications
- L'Homoparentalité en question : Et l'enfant dans tout ça ? (préf. Christian Flavigny), Monaco/Paris, Éditions du Rocher, 2008.
- Avec Aude Mirkovic et Elizabeth Montfort, De la théorie du genre au mariage de même sexe… : L'effet dominos, Valence, Peuple Libre, 2013.
- Béatrice B, catholique divorcée remariée, Paris/Perpignan, Artège, 2015.